# Ligüiqui
Liguique es un Sitio rural de la parroquia San Lorenzo, en el Cantón Manta de la Provincia de Manabí.

## Historia
Liguique es un territorio en el cual se han encontrado vestigios arqueológicos, en su mayoría correspondientes a la cultura manteña. Estos vestigios datan aproximadamente de los años 500 D.C. al 1534 D.C., y son conjuntos de terrazas de cultivo. También corresponde la existencia de alrededor de seis kilómetros de una especie de barricada con piedra, denominado charcos marinos, que se utilizaban para capturar peces, crustáceos y moluscos, que  prehispánicos, es decir, de unos 800 años antes del siglo XXI. Estos charcos se extienden casi 10 kilómetros llegando hasta la playa de San Lorenzo.
La historia del nombre posiblemente se debe a los antiguos caciques de este espacio, padre e hijo, de forma que llamados "Ligüi" y "Que" dieron nombre al territorio.

## Demografía
Actualmente cuenta con aproximadamente 348 habitantes, residentes en 80 casas. La mayor parte de sus habitantes se dedica a la pesca artesanal  en época de aguaje a la captura de animales marinos como pulpos, rialojos y ostiones, 

## Geografía
Esta comunidad rural está asentada en la parte alta de un acantilado que se encuentra aproximadamente a unos 100 metros sobre el nivel del mar. Para llegar a ella se debe tomar la ruta E15 o la Vía a San Mateo.

## Turismo
Desde el año 2007 se viene potenciando el turismo a través del primer emprendimiento turístico gastronómico Las Balsillas  en los últimos años se han incrementado los negocios y las actividades como snorkel, camping y buceo entre otros e incluso hospedería. 

### Transporte en Liguique
Para llegar a Ligüiqui existen las rutas de transporte masivo "Trans Santa Rosa" y "Cooperativa de Transporte El Aromo" con frecuencias diarias.